# روابط روسیه و لسوتو
روابط روسیه و لسوتو به روابط دو جانبه بین روسیه و لسوتو اشاره دارد. این دو کشور دارای روابط دیپلماتیک رسمی هستند و در حوزه‌هایی مانند همکاری‌های سیاسی، آموزشی و فرهنگی ارتباط دارند. هر دو کشور عضو سازمان ملل متحد بوده و در مجامع بین‌المللی از طریق رایزنی‌های دوجانبه تعامل دارند.

## تاریخچه

### روابط پس از فروپاشی اتحاد جماهیر شوروی
روابط دیپلماتیک بین اتحاد جماهیر شوروی و پادشاهی لسوتو در تاریخ ۱ فوریهٔ ۱۹۸۰ برقرار شد. در ابتدا، سفیر شوروی در موزامبیک به‌صورت هم‌زمان نمایندهٔ منافع شوروی در لسوتو نیز بود.
در ۲۴ آوریل ۱۹۸۳، «یوری سپلف» به‌عنوان نخستین سفیر شوروی در لسوتو منصوب شد و اعتبارنامهٔ خود را در ۹ ژوئن همان سال به شاه موشوشو دوم تقدیم کرد.
پس از حملهٔ نظامی آفریقای جنوبی به ماسرو در ۹ دسامبر ۱۹۸۲، لسوتو تلاش کرد روابط خود با کشورهای کمونیستی را تقویت کند. در مه ۱۹۸۳، لیبوا جاناتان، نخست‌وزیر لسوتو، پس از سفر به چین و کشورهای بلوک شرق، اعلام کرد که چین و شوروی قصد دارند سفارت‌هایی در لسوتو تأسیس کنند. دولت آفریقای جنوبی با این اقدام مخالفت کرد و جاناتان را به خاطر وعده ۱۹۶۵ مبنی بر عدم پذیرش سفارت کشورهای کمونیستی تا زمانی که نخست‌وزیر باشد، مورد انتقاد قرار داد.
در سپتامبر ۱۹۸۴، «وینسنت ماکله»، وزیر امور خارجه لسوتو، به مسکو سفر کرد و با مقامات دولت شوروی دیدار نمود.
در سال ۱۹۸۵، اتحاد جماهیر شوروی حضور خود را در لسوتو تقویت کرد؛ سطح کارکنان سفارت افزایش یافت و در مه همان سال، نخستین سفیر مقیم شوروی در ماسرو منصوب شد.
در دسامبر ۱۹۸۵، ماکله بار دیگر به مسکو سفر کرد و توافق‌نامه‌هایی در زمینهٔ همکاری‌های علمی، فرهنگی، فنی و اقتصادی با شوروی امضا کرد. با این حال، در ژانویه ۱۹۸۶، با وقوع کودتای نظامی به رهبری جاستین لیکهانیا که منجر به سقوط جاناتان شد، نفوذ شوروی در لسوتو کاهش یافت.

## روابط لسوتو و فدراسیون روسیه

### روابط دیپلماتیک

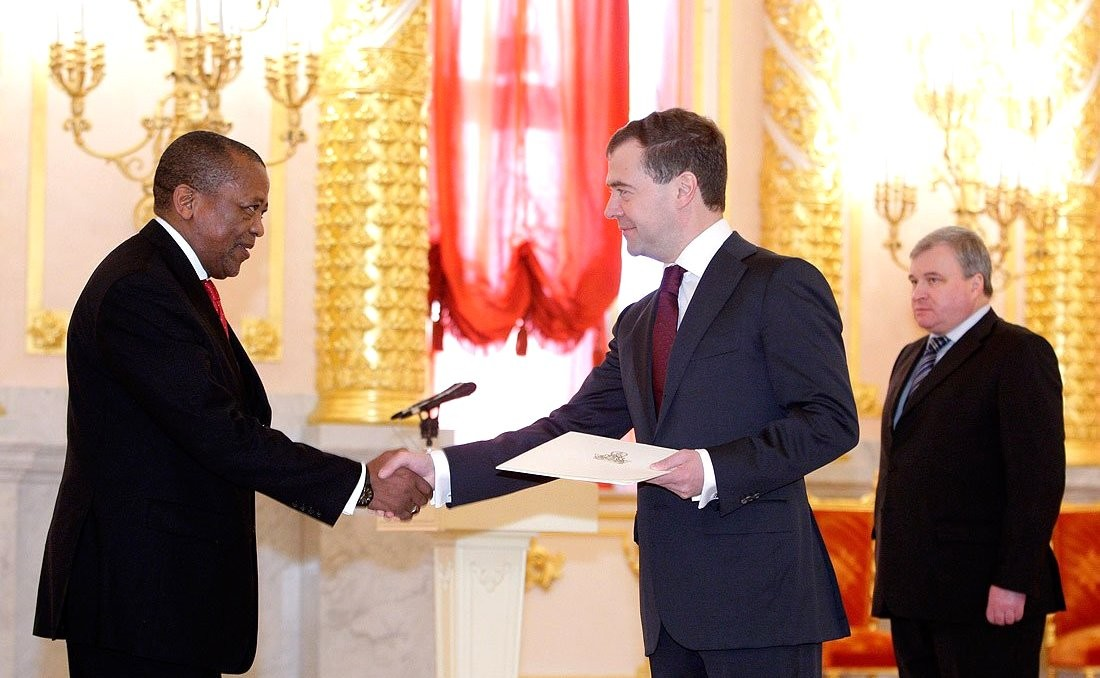
ماکاسه نیافیزی، سفیر لسوتو در روسیه، در حال تقدیم اعتبارنامه به دیمتری مدودف در ۵ فوریه ۲۰۱۰

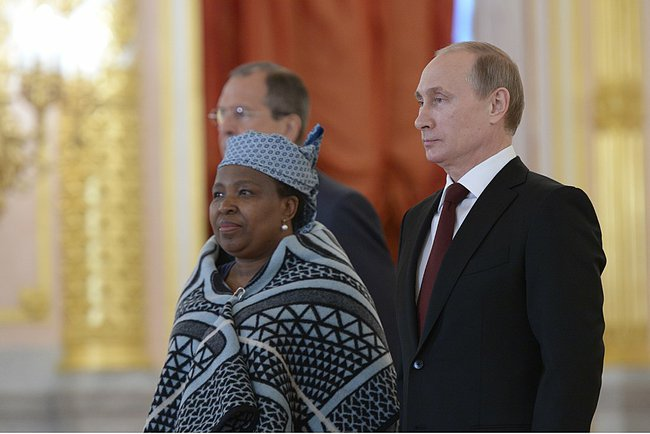
لینئو نتوانه، سفیر لسوتو، در دیدار با ولادیمیر پوتین هنگام تقدیم اعتبارنامه در ۲۷ ژوئن ۲۰۱۴

لسوتو در تاریخ ۲۴ ژانویه ۱۹۹۲، فدراسیون روسیه را به‌عنوان دولت جانشین اتحاد جماهیر شوروی، پس از فروپاشی آن، به رسمیت شناخت. در اوت همان سال، سفارت روسیه در ماسرو تعطیل شد و از آن زمان، سفیر روسیه در آفریقای جنوبی به‌طور هم‌زمان نماینده این کشور در لسوتو نیز محسوب می‌شود. آناتولی ماکاروف، سفیر وقت روسیه، در ۱۳ آوریل ۲۰۰۷ اعتبارنامه خود را به پادشاه لسوتو، لتسی سوم، تقدیم کرد.
ماکاسه نیافیزی، سفیر لسوتو در روسیه تا سال ۲۰۱۲، در تاریخ ۵ فوریه ۲۰۱۰ اعتبارنامه خود را به رئیس‌جمهور وقت روسیه، دمیتری مدودف، تقدیم کرد. پس از او، خانم ماتلوتلیسو لینئو لیدیا خچانه-نتوانه در سال ۲۰۱۴ به‌عنوان سفیر جدید منصوب و اعتبارنامه خود را به ولادیمیر پوتین تقدیم نمود.

### همکاری‌های فرهنگی
از آغاز روابط دوجانبه میان لسوتو و روسیه، بیش از ۵۰ شهروند لسوتو در دانشگاه‌های اتحاد جماهیر شوروی و سپس فدراسیون روسیه تحصیل کرده‌اند. بسیاری از این افراد در جایگاه‌های بالای حکومتی در لسوتو مشغول به کار هستند. از جمله آن‌ها می‌توان به مونیانه مولکی، وزیر امور خارجه سابق لسوتو و فارغ‌التحصیل دانشگاه دولتی مسکو اشاره کرد.
از سال ۱۹۹۶، دولت روسیه سالانه تعدادی بورس تحصیلی برای دانشجویان لسوتو جهت تحصیل در مقاطع کارشناسی و تحصیلات تکمیلی در نظر گرفته است.